# Morne Clochette
Le morne Clochette est un sommet d'origine volcanique situé sur les communes du Diamant et des Anses-d'Arlet en Martinique.

## Géologie
Le morne Clochette était en activité au Pliocène supérieur, il y a 3 millions d'années. Son éruption a émis des coulées d'andésite qui constituent le soubassement de cette partie de la commune des Anses-d'Arlet.

## Activités

### Randonnée
Il n'y a pas de chemin d'accès au sommet du morne. Mais il est possible de faire le tour du morne Clochette par un chemin reliant Fonds Fleury à Anse Cafard puis remonter sur la Charmeuse et revenir par la route du morne Larcher redescendant sur Fonds Fleury, le parcours dure 4 heures environ.

## Protection environnementale
Le site, pour sa géologie et sa flore, fait partie des aires volcaniques et forestières de la Martinique, proposées depuis 2014 au classement du patrimoine mondial.